# Olympische Sommerspiele 2020/Reiten – Vielseitigkeit Einzel
Das Einzel im Vielseitigkeitsreiten bei den Olympischen Spielen 2020 in Tokio wurde vom 30. Juli bis 2. August 2021 im Baji Kōen (auch als Equestrian Park bezeichnet) und auf dem Sea Forest Cross-Country Course ausgetragen. Mit der Deutschen Julia Krajewski gewann erstmals in der olympischen Geschichte eine Frau die Goldmedaille.

## Zeitplan
| Runde                | Datum          | Uhrzeit                               |
| -------------------- | -------------- | ------------------------------------- |
| Dressur Teil 1       | 30. Juli 2021  | 8:30 Ortszeit (1:30 deutscher Zeit)   |
| Dressur Teil 2       | 30. Juli 2021  | 17:30 Ortszeit (10:30 deutscher Zeit) |
| Dressur Teil 3       | 31. Juli 2021  | 8:30 Ortszeit (1:30 deutscher Zeit)   |
| Gelände              | 1. August 2021 | 7:45 Ortszeit (0:45 deutscher Zeit)   |
| Mannschafts-Springen | 2. August 2021 | 17:00 Ortszeit (10:00 deutscher Zeit) |
| Einzel-Springen      | 2. August 2021 | 20:45 Ortszeit (13:45 deutscher Zeit) |

## Qualifikation
Insgesamt gab es 65 Startplätze. Jede Nation, die sich für den Mannschaftswettbewerb im Vielseitigkeitsreiten qualifiziert hatte, erhielt drei Startplätze in diesem Einzelwettbewerb. Reiter, deren Nation keine Mannschaft stellte, hatten die Möglichkeit, sich über andere Turniere zu qualifizieren.

## Prüfungen
Der Grundaufbau der olympischen Vielseitigkeit blieb in Paris gleich: Mannschaft und Einzel teilten sich drei Prüfungen: Die Dressur, den Geländeritt und das erste Springen, in welchem die Mannschaftsentscheidung fiel. Dann schloss sich für die Einzelwertung noch ein weiteres Springen an. Anders als bei der Mannschaftswertung, wo für den Ausfall eines Mannschaftspaares eine Rückfallmöglichkeit geschaffen werden musste, blieb der Modus im Einzel überschaubar: Die Dressur wurde über drei Abschnitte verteilt ausgetragen. Das hier erzielte Prozent-Ergebnis eines jeden Reiter-Pferd-Paares wurde von 100 abgezogen, um die Anzahl der Minuspunkte für das Paar zu ermitteln (Beispiel: Ein Dressurergebnis von 70 Prozent ergaben 30 Minuspunkte). Minuspunkte konnten in den weiteren Prüfungen nicht reduziert werden. Im Idealfall beendete ein Paar mit seinem Minuspunktestand aus der Dressur alle drei Teilprüfungen. 
Mit dem im Dezember 2018 neu festgelegten Regelwerk war die Schwierigkeit der Geländestrecke angesenkt worden: Diese hatte nun bei Weltmeisterschaften und Olympischen Spielen weniger Hindernisse und kürzere Strecken als CCI 5*-L-Turniere. Aus Rücksicht auf die tropischen Bedingungen in Tokio war die Geländestrecke demgegenüber nochmals verkürzt worden, mit ca. 4500 Metern war sie damit gut zwei Kilometer kürzer als bei einem CCI 5*-L.
Die Goldmedaille gewann das Reiter-Pferd-Paar, welches die wenigsten Minuspunkten nach Dressur, Gelände und beiden Springen verzeichnete.

## Vorherige Titelträger
| Olympiasieger | Michael Jung mit Sam FBW      | Rio de Janeiro 2016 |
| Weltmeisterin | Rosalind Canter mit Allstar B | Tryon 2018          |

## Ergebnisse

### Zwischenstand nach der Dressur
Katrin Khoddam-Hazrati zog ihre Stute Cosma bereits vor Beginn der Teilprüfung Dressur zurück. Grund hierfür war Hufproblem, nachdem sich die Stute ein Hufeisen abgetreten hatte.
| Rang | Reiter                   | Pferd                      | Nation              | Minuspunkte Dressur |
| ---- | ------------------------ | -------------------------- | ------------------- | ------------------- |
| 1    | Michael Jung             | Chipmunk                   | Deutschland         | 21,10               |
| 2    | Oliver Townend           | Ballaghmor Class           | Großbritannien      | 23,60               |
| 3    | Alex Hua Tian            | Don Geniro                 | Volksrepublik China | 23,90               |
| 4    | Julia Krajewski          | Amande de B'Neville        | Deutschland         | 25,20               |
| 5    | Tim Price                | Vitali                     | Neuseeland          | 25,60               |
| 6    | Laura Collett            | London                     | Großbritannien      | 25,80               |
| 7    | Kazuma Tomoto            | Vinci de la Vigne          | Japan               | 26,10               |
| 8    | Felix Vogg               | Colero                     | Schweiz             | 26,70               |
| 9    | Fouaad Mirza             | Seigneur                   | Indien              | 28,00               |
| 9    | Louise Romeike           | Cato                       | Schweden            | 28,00               |
| 11   | Therese Viklund          | Viscera                    | Schweden            | 28,10               |
| 12   | Tom McEwen               | Toledo de Kerser           | Großbritannien      | 28,90               |
| 13   | Christopher Six          | Totem de Brecey            | Frankreich          | 29,60               |
| 13   | Andrew Hoy               | Vassily de Lassos          | Vereinigte Staaten  | 29,60               |
| 15   | Jesse Campbell           | Diachello                  | Neuseeland          | 30,10               |
| 16   | Phillip Dutton           | Z                          | Vereinigte Staaten  | 30,50               |
| 17   | Jonelle Price            | Grovine de Reve            | Neuseeland          | 30,70               |
| 18   | Aljaksandr Seljanko      | Carlo Grande Jr            | Brasilien           | 31,00               |
| 18   | Małgorzata Cybulska      | Chenaro                    | Polen               | 31,00               |
| 20   | Boyd Martin              | Tsetserleg                 | Vereinigte Staaten  | 31,10               |
| 21   | Marcelo Tosi             | Glenfly                    | Brasilien           | 31,50               |
| 21   | Merel Blom               | The Quizmaster             | Niederlande         | 31,50               |
| 21   | Yoshiaki Ōiwa            | Calle                      | Japan               | 31,50               |
| 24   | Shane Rose               | Virgil                     | Vereinigte Staaten  | 31,70               |
| 25   | Kevin McNab              | Don Quidam                 | Vereinigte Staaten  | 32,10               |
| 26   | Karim Florent Laghouag   | Triton Fontaine            | Frankreich          | 32,40               |
| 27   | Korntawat Samran         | Bonero K                   | Thailand            | 32,50               |
| 28   | Lea Siegl                | Fighting Line              | Österreich          | 32,60               |
| 29   | Toshiyuki Tanaka         | Talma d'Allou              | Japan               | 32,70               |
| 30   | Doug Payne               | Vandiver                   | Vereinigte Staaten  | 33,00               |
| 30   | Janneke Boonzaaijer      | Champ de Tailleur          | Niederlande         | 33,00               |
| 32   | Nicolas Touzaint         | Absolut Gold               | Frankreich          | 33,10               |
| 32   | Jan Kamiński             | Jard                       | Polen               | 33,10               |
| 34   | Peter Flarup             | Fascination                | Dänemark            | 33,70               |
| 35   | Miloslav Příhoda         | Ferreolus Lat              | Tschechien          | 33,80               |
| 36   | Susanna Bordone          | Imperial van de Holtakkers | Italien             | 33,90               |
| 37   | Sandra Auffarth          | Viamant du Matz            | Deutschland         | 34,10               |
| 38   | Sam Watson               | Flamenco                   | Irland              | 34,30               |
| 39   | Bao Yingfeng             | Flandia                    | Volksrepublik China | 34,40               |
| 40   | Ludvig Svennerstål       | Balham Mist                | Schweden            | 35,00               |
| 41   | Sun Huadong              | Lady Chin van't Moerven Z  | Volksrepublik China | 35,20               |
| 42   | Colleen Loach            | Qorry Blue d'Argouges      | Kanada              | 35,60               |
| 43   | Rafael Losano            | Fuiloda                    | Brasilien           | 36,00               |
| 44   | Mélody Johner            | Toubleu de Rueire          | Schweiz             | 36,10               |
| 44   | Andrei Mitin             | Gurza                      | ROC                 | 36,10               |
| 44   | Carlos Parro             | Goliath                    | Brasilien           | 36,10               |
| 47   | Robin Godel              | Jet Set                    | Schweiz             | 37,10               |
| 48   | Lara de Liedekerke-Meier | Alpaga d'Arville           | Belgien             | 37,20               |
| 49   | Austin O’Connor          | Colorado Blue              | Irland              | 38,00               |
| 50   | Sarah Ennis              | Woodcourt Garrison         | Irland              | 38,10               |
| 51   | Weerapat Pitakanonda     | Carnival March             | Thailand            | 38,20               |
| 52   | Vittoria Panizzon        | Super Cillious             | Italien             | 38,60               |
| 53   | Victoria Scott-Legendre  | Valtho des Peupliers       | Südafrika           | 39,50               |
| 54   | Lauren Billys            | Castle Larchfield Purdy    | Puerto Rico         | 39,90               |
| 55   | Joanna Pawlak            | Fantastic Frieda           | Polen               | 40,50               |
| 56   | Nicolas Wettstein        | Altier d'Aurois            | Ecuador             | 40,90               |
| 57   | Arinadtha Chavatanont    | Boleybawn Prince           | Thailand            | 42,40               |
| 58   | Arianna Schivo           | Quefira de l'Ormeau        | Italien             | 42,90               |
| 59   | Mikhail Nastenko         | MP Imagine If              | ROC                 | 43,00               |
| 60   | Miroslav Trunda          | Shutterflyke               | Tschechien          | 46,10               |
| 61   | Thomas Heffernan Ho      | Tayberry                   | Hongkong            | 46,70               |
| 62   | Francisco Gaviño         | Source de la Faye          | Spanien             | 47,70               |
|      | Katrin Khoddam-Hazrati   | Cosma                      | Österreich          | zurückgezogen       |

### Zwischenstand nach dem Gelände
Lara de Liedekerke-Meier zog ihr Pferd Alpaga d'Arville vor dem Geländetag aus dem Wettbewerb zurück.
| Rang | Reiter                   | Pferd                      | Nation              | Minuspunkte Dressage | Minuspunkte Gelände | Gesamt        |
| ---- | ------------------------ | -------------------------- | ------------------- | -------------------- | ------------------- | ------------- |
| 1    | Oliver Townend           | Ballaghmor Class           | Großbritannien      | 23,60                | 0,00                | 23,60         |
| 2    | Julia Krajewski          | Amande de B'Neville        | Deutschland         | 25,20                | 0,40                | 25,60         |
| 3    | Laura Collett            | London                     | Großbritannien      | 25,80                | 0,00                | 25,80         |
| 4    | Tim Price                | Vitali                     | Neuseeland          | 25,60                | 1,20                | 26,80         |
| 5    | Kazuma Tomoto            | Vinci de la Vigne          | Japan               | 26,10                | 1,60                | 27,50         |
| 6    | Tom McEwen               | Toledo de Kerser           | Großbritannien      | 28,90                | 0,00                | 28,90         |
| 7    | Andrew Hoy               | Vassily de Lassos          | Vereinigte Staaten  | 29,60                | 0,00                | 29,60         |
| 8    | Christopher Six          | Totem de Brecey            | Frankreich          | 29,60                | 1,60                | 31,20         |
| 9    | Shane Rose               | Virgil                     | Vereinigte Staaten  | 31,70                | 0,00                | 31,70         |
| 10   | Michael Jung             | Chipmunk                   | Deutschland         | 21,10                | 11,00               | 32,10         |
| 11   | Karim Florent Laghouag   | Triton Fontaine            | Frankreich          | 32,40                | 0,00                | 32,40         |
| 12   | Jonelle Price            | Grovine de Reve            | Neuseeland          | 30,70                | 2,00                | 32,70         |
| 13   | Nicolas Touzaint         | Absolut Gold               | Frankreich          | 33,10                | 0,40                | 33,50         |
| 14   | Boyd Martin              | Tsetserleg                 | Vereinigte Staaten  | 31,10                | 3,20                | 34,30         |
| 15   | Kevin McNab              | Don Quidam                 | Vereinigte Staaten  | 32,10                | 2,80                | 34,90         |
| 16   | Lea Siegl                | Fighting Line              | Österreich          | 32,60                | 2,40                | 35,00         |
| 17   | Phillip Dutton           | Z                          | Vereinigte Staaten  | 30,50                | 4,80                | 35,30         |
| 18   | Alex Hua Tian            | Don Geniro                 | Volksrepublik China | 23,90                | 12,00               | 35,90         |
| 19   | Mélody Johner            | Toubleu de Rueire          | Schweiz             | 36,10                | 0,40                | 36,50         |
| 20   | Austin O’Connor          | Colorado Blue              | Irland              | 38,00                | 0,00                | 38,00         |
| 21   | Felix Vogg               | Colero                     | Schweiz             | 26,70                | 11,80               | 38,50         |
| 22   | Fouaad Mirza             | Seigneur                   | Indien              | 28,00                | 11,20               | 39,20         |
| 23   | Doug Payne               | Vandiver                   | Vereinigte Staaten  | 33,00                | 6,80                | 39,80         |
| 24   | Marcelo Tosi             | Glenfly                    | Brasilien           | 31,50                | 8,80                | 40,30         |
| 25   | Vittoria Panizzon        | Super Cillious             | Italien             | 38,60                | 3,60                | 42,20         |
| 26   | Colleen Loach            | Qorry Blue d'Argouges      | Kanada              | 35,60                | 7,20                | 42,80         |
| 27   | Jesse Campbell           | Diachello                  | Neuseeland          | 30,10                | 14,40               | 44,50         |
| 28   | Susanna Bordone          | Imperial van de Holtakkers | Italien             | 33,90                | 11,00               | 44,90         |
| 29   | Arianna Schivo           | Quefira de l'Ormeau        | Italien             | 42,90                | 2,80                | 45,70         |
| 30   | Jan Kamiński             | Jard                       | Polen               | 33,10                | 12,80               | 45,90         |
| 31   | Sam Watson               | Flamenco                   | Irland              | 34,30                | 13,00               | 47,30         |
| 32   | Sandra Auffarth          | Viamant du Matz            | Deutschland         | 34,10                | 22,40               | 56,50         |
| 33   | Carlos Parro             | Goliath                    | Brasilien           | 36,10                | 22,80               | 58,90         |
| 34   | Victoria Scott-Legendre  | Valtho des Peupliers       | Südafrika           | 39,50                | 19,80               | 59,30         |
| 35   | Toshiyuki Tanaka         | Talma d'Allou              | Japan               | 32,70                | 30,80               | 63,50         |
| 36   | Miloslav Příhoda         | Ferreolus Lat              | Tschechien          | 33,80                | 30,60               | 64,40         |
| 37   | Andrei Mitin             | Gurza                      | ROC                 | 36,10                | 30,00               | 66,10         |
| 38   | Bao Yingfeng             | Flandia                    | Volksrepublik China | 34,40                | 38,00               | 72,50         |
| 39   | Sarah Ennis              | Woodcourt Garrison         | Irland              | 38,10                | 37,60               | 75,70         |
| 40   | Sun Huadong              | Lady Chin van't Moerven Z  | Volksrepublik China | 35,20                | 42,00               | 77,20         |
| 41   | Joanna Pawlak            | Fantastic Frieda           | Polen               | 40,50                | 45,20               | 85,70         |
| 42   | Miroslav Trunda          | Shutterflyke               | Tschechien          | 46,10                | 42,00               | 88,10         |
| 43   | Nicolas Wettstein        | Altier d'Aurois            | Ecuador             | 40,90                | 48,40               | 89,30         |
| 44   | Aljaksandr Seljanko      | Carlo Grande Jr            | Brasilien           | 31,00                | 61,60               | 92,60         |
| 45   | Peter Flarup             | Fascination                | Dänemark            | 33,70                | 67,20               | 100,90        |
| 46   | Thomas Heffernan Ho      | Tayberry                   | Hongkong            | 46,70                | 55,60               | 102,30        |
| 47   | Mikhail Nastenko         | MP Imagine If              | ROC                 | 43,00                | 76,40               | 119,40        |
| 48   | Francisco Gaviño         | Source de la Faye          | Spanien             | 47,70                | 75,60               | 123,30        |
| -    | Lara de Liedekerke-Meier | Alpaga d'Arville           | Belgien             | 37,20                | zurückgezogen       | zurückgezogen |
| -    | Rafael Losano            | Fuiloda                    | Brasilien           | 36,00                | aufgegeben          | aufgegeben    |
| -    | Robin Godel              | Jet Set                    | Schweiz             | 37,10                | aufgegeben          | aufgegeben    |
| -    | Małgorzata Cybulska      | Chenaro                    | Polen               | 31,00                | ausgeschieden       | ausgeschieden |
| -    | Janneke Boonzaaijer      | Champ de Tailleur          | Niederlande         | 33,00                | ausgeschieden       | ausgeschieden |
| -    | Louise Romeike           | Cato                       | Schweden            | 28,00                | ausgeschieden       | ausgeschieden |
| -    | Therese Viklund          | Viscera                    | Schweden            | 28,10                | ausgeschieden       | ausgeschieden |
| -    | Yoshiaki Ōiwa            | Calle                      | Japan               | 31,50                | ausgeschieden       | ausgeschieden |
| -    | Merel Blom               | The Quizmaster             | Niederlande         | 31,50                | ausgeschieden       | ausgeschieden |
| -    | Korntawat Samran         | Bonero K                   | Thailand            | 32,50                | ausgeschieden       | ausgeschieden |
| -    | Weerapat Pitakanonda     | Carnival March             | Thailand            | 38,20                | ausgeschieden       | ausgeschieden |
| -    | Lauren Billys            | Castle Larchfield Purdy    | Puerto Rico         | 39,90                | ausgeschieden       | ausgeschieden |
| -    | Arinadtha Chavatanont    | Boleybawn Prince           | Thailand            | 42,40                | ausgeschieden       | ausgeschieden |

### Zwischenstand nach dem Mannschaftsspringen

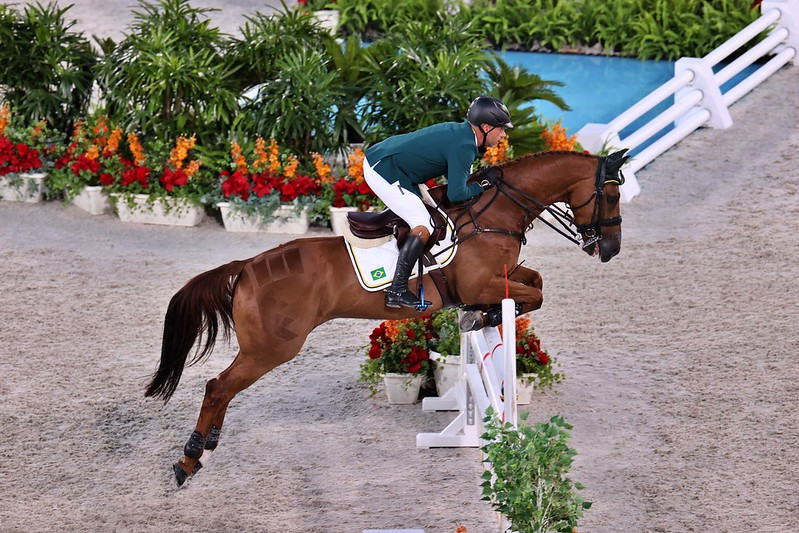
Carlos Parro und sein Wallach Goliath im Mannschaftsspringen

Der große Verlierer des Mannschaftsspringen war Tim Price: Mit seinem Pferd Vitali auf Medaillenkurs liegend, erhielt er in dieser Sprungprüfung gleich 12 Minuspunkte. Währenddessen blieben die übrigen Reiter und Pferde aus der Spitzengruppe ohne Springfehler oder erhielten maximal vier Minuspunkte. Somit fiel Tim Price deutlich aus den Top zehn. Oliver Townend verlor nach einem Springfehler seine Spitzenposition an Julia Krajewski, die mit ihrer Stute Amande de B'Neville ohne Fehler blieb.
Sandra Auffarth schloss die Olympischen Spiele versöhnlich mit einer fehlerfreien Runde ab. Da sie aus den vorherigen Teilprüfungen schon zu viele Minuspunkte auf ihrem Konto hatte, verpasste sie den Einzug in das Finale der besten 25.
| Rang | Reiter                  | Pferd                      | Nation              | Minuspunkte Dressur | Minuspunkte Gelände | Minuspunkte Springen 1 | Gesamt        |
| ---- | ----------------------- | -------------------------- | ------------------- | ------------------- | ------------------- | ---------------------- | ------------- |
| 1    | Julia Krajewski         | Amande de B'Neville        | Deutschland         | 25,20               | 0,40                | 0,00                   | 25,60         |
| 2    | Oliver Townend          | Ballaghmor Class           | Großbritannien      | 23,60               | 0,00                | 4,00                   | 27,60         |
| 3    | Tom McEwen              | Toledo de Kerser           | Großbritannien      | 28,90               | 0,00                | 0,00                   | 28,90         |
| 4    | Andrew Hoy              | Vassily de Lassos          | Vereinigte Staaten  | 29,60               | 0,00                | 0,00                   | 29,60         |
| 5    | Laura Collett           | London                     | Großbritannien      | 25,80               | 0,00                | 4,00                   | 29,80         |
| 6    | Christopher Six         | Totem de Brecey            | Frankreich          | 29,60               | 1,60                | 0,00                   | 31,20         |
| 7    | Kazuma Tomoto           | Vinci de la Vigne          | Japan               | 26,10               | 1,60                | 4,00                   | 31,50         |
| 8    | Michael Jung            | Chipmunk                   | Deutschland         | 21,10               | 11,00               | 0,00                   | 32,10         |
| 9    | Jonelle Price           | Grovine de Reve            | Neuseeland          | 30,70               | 2,00                | 0,00                   | 32,70         |
| 10   | Nicolas Touzaint        | Absolut Gold               | Frankreich          | 33,10               | 0,40                | 0,40                   | 33,90         |
| 11   | Kevin McNab             | Don Quidam                 | Vereinigte Staaten  | 32,10               | 2,80                | 0,00                   | 34,90         |
| 12   | Shane Rose              | Virgil                     | Vereinigte Staaten  | 31,70               | 0,00                | 4,00                   | 35,70         |
| 13   | Karim Florent Laghouag  | Triton Fontaine            | Frankreich          | 32,40               | 0,00                | 4,00                   | 36,40         |
| 14   | Mélody Johner           | Toubleu de Rueire          | Schweiz             | 36,10               | 0,40                | 0,00                   | 36,50         |
| 15   | Boyd Martin             | Tsetserleg                 | Vereinigte Staaten  | 31,10               | 3,20                | 4,40                   | 38,70         |
| 16   | Tim Price               | Vitali                     | Neuseeland          | 25,60               | 1,20                | 12,00                  | 38,80         |
| 17   | Lea Siegl               | Fighting Line              | Österreich          | 32,60               | 2,40                | 4,00                   | 39,00         |
| 18   | Austin O’Connor         | Colorado Blue              | Irland              | 38,00               | 0,00                | 4,00                   | 42,00         |
| 19   | Phillip Dutton          | Z                          | Vereinigte Staaten  | 30,50               | 4,80                | 8,00                   | 43,30         |
| 20   | Doug Payne              | Vandiver                   | Vereinigte Staaten  | 33,00               | 6,80                | 4,00                   | 43,80         |
| 21   | Alex Hua Tian           | Don Geniro                 | Volksrepublik China | 23,90               | 12,00               | 8,80                   | 44,70         |
| 22   | Jesse Campbell          | Diachello                  | Neuseeland          | 30,10               | 14,40               | 0,40                   | 44,90         |
| 22   | Susanna Bordone         | Imperial van de Holtakkers | Italien             | 33,90               | 11,00               | 0,00                   | 44,90         |
| 24   | Felix Vogg              | Colero                     | Schweiz             | 26,70               | 11,80               | 8,00                   | 46,50         |
| 25   | Fouaad Mirza            | Seigneur                   | Indien              | 28,00               | 11,20               | 8,00                   | 47,20         |
| 26   | Arianna Schivo          | Quefira de l'Ormeau        | Italien             | 42,90               | 2,80                | 4,00                   | 49,70         |
| 27   | Vittoria Panizzon       | Super Cillious             | Italien             | 38,60               | 3,60                | 8,00                   | 50,20         |
| 28   | Colleen Loach           | Qorry Blue d'Argouges      | Kanada              | 35,60               | 7,20                | 8,00                   | 50,80         |
| 29   | Jan Kamiński            | Jard                       | Polen               | 33,10               | 12,80               | 9,20                   | 55,10         |
| 30   | Sam Watson              | Flamenco                   | Irland              | 34,30               | 13,00               | 8,00                   | 55,30         |
| 31   | Sandra Auffarth         | Viamant du Matz            | Deutschland         | 34,10               | 22,40               | 0,00                   | 56,50         |
| 32   | Carlos Parro            | Goliath                    | Brasilien           | 36,10               | 22,80               | 4,00                   | 62,90         |
| 33   | Miloslav Příhoda        | Ferreolus Lat              | Tschechien          | 33,80               | 30,60               | 4,00                   | 68,40         |
| 34   | Toshiyuki Tanaka        | Talma d'Allou              | Japan               | 32,70               | 30,80               | 12,00                  | 75,50         |
| 35   | Bao Yingfeng            | Flandia                    | Volksrepublik China | 34,40               | 38,00               | 5,60                   | 78,10         |
| 36   | Sarah Ennis             | Woodcourt Garrison         | Irland              | 38,10               | 37,60               | 4,00                   | 79,70         |
| 37   | Sun Huadong             | Lady Chin van't Moerven Z  | Volksrepublik China | 35,20               | 42,00               | 9,60                   | 86,80         |
| 38   | Andrei Mitin            | Gurza                      | ROC                 | 36,10               | 30,00               | 26,00                  | 92,10         |
| 39   | Miroslav Trunda         | Shutterflyke               | Tschechien          | 46,10               | 42,00               | 13,60                  | 101,70        |
| 40   | Peter Flarup            | Fascination                | Dänemark            | 33,70               | 67,20               | 4,00                   | 104,90        |
| 41   | Nicolas Wettstein       | Altier d'Aurois            | Ecuador             | 40,90               | 48,40               | 16,00                  | 105,30        |
| 42   | Thomas Heffernan Ho     | Tayberry                   | Hongkong            | 46,70               | 55,60               | 17,20                  | 119,50        |
| 43   | Mikhail Nastenko        | MP Imagine If              | ROC                 | 43,00               | 76,40               | 14,40                  | 133,80        |
| 44   | Francisco Gaviño        | Source de la Faye          | Spanien             | 47,70               | 75,60               | 12,00                  | 135,30        |
|      | Marcelo Tosi            | Glenfly                    | Brasilien           | 31,50               | 8,80                | zurückgezogen          | zurückgezogen |
|      | Victoria Scott-Legendre | Valtho des Peupliers       | Südafrika           | 39,50               | 19,80               | zurückgezogen          | zurückgezogen |
|      | Aljaksandr Seljanko     | Carlo Grande Jr            | Brasilien           | 31,00               | 61,60               | zurückgezogen          | zurückgezogen |
|      | Joanna Pawlak           | Fantastic Frieda           | Polen               | 40,50               | 45,20               | ausgeschieden          | ausgeschieden |

### Endergebnis nach dem Einzelspringen
In der zweiten Springprüfung gab es deutlich mehr Springfehler als im Mannschaftsspringen. Der Kurs forderte ein hohes Grundtempo, unter dem vielen Reitern Fehler unterliefen. Seinen ersten großen Erfolg bei diesen olympischen Reitsportwettbewerben feierte Japan: Kazuma Tomoto, der bereits nach dem Gelände auf Rang fünf gelegen hatte, nahm mit seinem Wallach Vinci de la Vigne Zeitfehler in Kauf, blieb dafür aber ohne Springfehler. Er schloss die Einzelwertung auf dem vierten Rang ab.
Die in der Mannschaftswertung so starken Briten schwächelten im Einzelfinale: Nachdem bereits Laura Collett zwei Hindernisfehler unterlaufen waren, vergab auch Oliver Townend seine Chance auf eine Einzelmedaille. Ein Hindernisfehler und gleich 0,8 Minuspunkte für Zeitüberschreitung ließen ihn hinter Tomoto zurückfallen. Anders bei Andrew Hoy: Mit einer von nur zwei komplett fehlerfreien Ritten in diesem Finale sicherte Hoy sich bei seinen achten Olympischen Spielen die Bronzemedaille – 20 Jahre nach seiner letzten Einzelmedaille bei Olympischen Spielen.
Tom McEwen wählte den Beginn der letzten Runde bei seinen ersten Olympischen Spiele bewusst etwas ruhiger. Er leistete sich mit seinem Wallach Toledo de Kerser nur eine geringe Zeitüberschreitung. Silber war McEwen als bestem Briten damit sicher. Julia Krajewski ging mit ihrer Stute als letzte Starterin in das flutlichtbeleuchtete Stadion. Auch bei diesem Paar fiel kein Hindernis. Krajewski gewann damit als erste Frau überhaupt Einzelgold in der Vielseitigkeit. Für Deutschland war es nach Hinrich Romeike (2008) und Michael Jung (2012 und 2016) der vierte olympische Einzelsieg in Serie.
| Rang | Reiter                 | Pferd                      | Nation         | Minuspunkte Dressur | Minuspunkte Gelände | Minuspunkte Springen 1 | Minuspunkte Springen 2 | Gesamt |
| ---- | ---------------------- | -------------------------- | -------------- | ------------------- | ------------------- | ---------------------- | ---------------------- | ------ |
| 1    | Julia Krajewski        | Amande de B’Neville        | Deutschland    | 25,20               | 0,40                | 0,00                   | 0,40                   | 26,00  |
| 2    | Tom McEwen             | Toledo de Kerser           | Großbritannien | 28,90               | 0,00                | 0,00                   | 0,40                   | 29,30  |
| 3    | Andrew Hoy             | Vassily de Lassos          | Australien     | 29,60               | 0,00                | 0,00                   | 0,00                   | 29,60  |
| 4    | Kazuma Tomoto          | Vinci de la Vigne          | Japan          | 26,10               | 1,60                | 4,00                   | 0,40                   | 31,90  |
| 5    | Oliver Townend         | Ballaghmor Class           | Großbritannien | 23,60               | 0,00                | 4,00                   | 4,80                   | 32,40  |
| 6    | Nicolas Touzaint       | Absolut Gold               | Frankreich     | 33,10               | 0,40                | 0,40                   | 0,00                   | 33,90  |
| 7    | Christopher Six        | Totem de Brecey            | Frankreich     | 29,60               | 1,60                | 0,00                   | 4,00                   | 35,20  |
| 8    | Michael Jung           | Chipmunk                   | Deutschland    | 21,10               | 11,000              | 0,00                   | 4,00                   | 36,10  |
| 9    | Laura Collett          | London                     | Großbritannien | 25,80               | 0,00                | 4,00                   | 8,00                   | 37,80  |
| 10   | Shane Rose             | Virgil                     | Australien     | 31,70               | 0,00                | 4,00                   | 4,00                   | 39,70  |
| 11   | Jonelle Price          | Grovine de Reve            | Neuseeland     | 30,70               | 2,00                | 0,00                   | 9,20                   | 41,90  |
| 12   | Karim Florent Laghouag | Triton Fontaine            | Frankreich     | 32,40               | 0,00                | 4,00                   | 8,80                   | 45,20  |
| 13   | Austin O’Connor        | Colorado Blue              | Irland         | 38,00               | 0,00                | 4,00                   | 4,00                   | 46,00  |
| 14   | Kevin McNab            | Don Quidam                 | Australien     | 32,10               | 2,80                | 0,00                   | 12,000                 | 46,90  |
| 15   | Lea Siegl              | Fighting Line              | Österreich     | 32,60               | 2,40                | 4,00                   | 8,00                   | 47,00  |
| 16   | Doug Payne             | Vandiver                   | USA            | 33,00               | 6,80                | 4,00                   | 4,40                   | 48,20  |
| 17   | Mélody Johner          | Toubleu de Rueire          | Schweiz        | 36,10               | 0,40                | 0,00                   | 13,200                 | 49,70  |
| 18   | Susanna Bordone        | Imperial van de Holtakkers | Italien        | 33,90               | 11,000              | 0,00                   | 5,60                   | 50,50  |
| 19   | Felix Vogg             | Colero                     | Schweiz        | 26,70               | 11,800              | 8,00                   | 5,20                   | 51,70  |
| 20   | Boyd Martin            | Tsetserleg                 | USA            | 31,10               | 3,20                | 4,40                   | 13,600                 | 52,30  |
| 21   | Phillip Dutton         | Z                          | USA            | 30,50               | 4,80                | 8,00                   | 10,800                 | 54,10  |
| 22   | Jesse Campbell         | Diachello                  | Neuseeland     | 30,10               | 14,400              | 0,40                   | 9,60                   | 54,50  |
| 23   | Fouaad Mirza           | Seigneur                   | Indien         | 28,00               | 11,200              | 8,00                   | 12,400                 | 59,60  |
| 24   | Tim Price              | Vitali                     | Neuseeland     | 25,60               | 1,20                | 12,000                 | 21,600                 | 60,40  |
| 25   | Alex Hua Tian          | Don Geniro                 | China          | 23,90               | 12,000              | 8,80                   | 17,600                 | 62,30  |